# Euodynerus semidantici
Euodynerus semidantici är en stekelart som först beskrevs av Giordani Soika 1952.  Euodynerus semidantici ingår i släktet kamgetingar, och familjen Eumenidae. Inga underarter finns listade i Catalogue of Life.